# 加群の圏
数学の一分野である圏論において加群の圏（かぐんのけん、英: category of modules）Mod は、すべての加群を対象としすべての加群準同型を射とする圏である。

## 定義
より精確に、R を適当な（可換とは限らない）環とするとき、R-左加群の圏 R-Mod（または RMod）は、すべての R-左加群を対象とし、すべての R-線型写像（R-左加群の準同型）を射とする圏を言う。R-右加群の圏 Mod-R (ModR) や (R, S)-両側加群の圏 R-Mod-S (RModS) も同様に定義される。R が可換環ならば、R-Mod は自然に Mod-R および R-Mod-R と等しく、単に R-加群の圏と呼ぶ。
注意文献によっては加群の圏のことを「加群圏」(module category) と呼ぶこともあるが、加群圏は「加群構造を持った圏」すなわちモノイド圏作用を持つ圏を意味する語として用いられるため紛らわしい。

## 性質
- 左加群の圏、右加群の圏、両側加群の圏はそれぞれアーベル圏を成す。
- 左加群の圏、右加群の圏、両側加群の圏はそれぞれ十分射影的[注釈 1]であり、十分入射的[2]である。
- ミッチェルの充満埋蔵定理は、任意のアーベル圏が加群の圏の充満部分群として実現できることを述べるものである。
- 左加群の圏、右加群の圏、両側加群の圏それぞれにおいて射影極限および帰納極限が存在する[3]。
- 可換環上の加群の圏は、加群のテンソル積 ⊗ を考えることで対称モノイド圏を成す。

## 例
アーベル群の圏係数環 R として有理整数環 Z をとったとき、Z-加群の圏 Z-Mod はアーベル群の圏 Ab に他ならない。
ベクトル空間の圏係数環 R が可換体 K であるときには（K-加群とは K-ベクトル空間のことに他ならないから）、K-加群の圏 K-Mod はふつう K-Vect や KVect と書かれる。すなわち、K-Vect はすべての K-ベクトル空間を対象とし、すべての K-線型写像を射とする圏である。係数環が任意の斜体の場合も同様に、左ベクトル空間の圏、右ベクトル空間の圏、両側ベクトル空間の圏などが得られる。
線型代数学は K-ベクトル空間の圏 K-Vect の研究としてとらえることができる。例えば、ベクトル空間の次元定理（基底数一定定理）は K-Vect の同型類の全体が濃度（基数）とちょうど対応することを述べるものであり、かつ K-Vect が任意の基数 n に対する自由ベクトル空間 Kn すべてを対象とする K-Vect の充満部分圏に圏同値となることを言うものでもある。

## 一般化
環付き空間上の加群の層の圏も十分射影的かつ入射的である。

## 注